# Ariocarpus scaphirostris
Espèce
Synonymes
- Ariocarpus scapharostrus Böd.[2]
- Ariocarpus scaphirostris var. swobodae Halda, Horáček & Panar.[1]

Statut de conservation UICN

 EN B1ab(iii,v)+2ab(iii,v) : En danger
Ariocarpus scaphirostris, originellement appelé Ariocarpus scapharostrus, est un cactus du genre Ariocarpus.  Il est endémique des régions désertiques de l'état de Nuevo León au nord-est du Mexique.

## Liste des variétés
Selon Tropicos (26 avril 2017) :
- variété Ariocarpus scaphirostris var. swobodae Halda, Horácek & Panar.